# Nanno
Nanno (Nan in noneso) è stato un comune italiano della provincia di Trento.
Dal 1º gennaio 2016 il comune, con Tassullo e Tuenno, forma il nuovo comune di Ville d'Anaunia.

## Storia
I primi abitanti si possono far risalire al neolitico. In seguito si stanziarono popolazioni ibero-liguri che provenivano dal sud. Si susseguirono i reti e verso il 16 a. C. i Romani. Ne fanno fede i numerosi ritrovamenti archeologici (monete, fibule, frecce) trovate in zona Castrum Anagnis (= Nanno) o anche il Castelliere di Portolo. Verso il 400 d. C. si ebbe l’evangelizzazione cristiana. La storia di Nanno è un alternarsi di vicende, di guerre, devastazioni, pestilenze. Ma, la vita del paese, le condizioni economiche erano tipiche di un’agricoltura primitiva. Nanno ebbe un periodo di splendore con la costruzione del Castel Nanno e tutte le vicende dei Madruzzo.
Importanza notevole ebbe nel 1855 la costruzione dell’acquedotto dei quattro Comuni, nel 1895 la prima Società Cooperativa per i prodotti agricoli e nel 1907 la Cantina Sociale di Portolo.
Nel 1907 si fonda la Cassa Rurale di Nanno e nel 1911 il Consorzio Elettrico. Siamo nell’era moderna.
È citato da Paolo Diacono nella sua Historia Langobardorum, libro III, capitolo 9.

### Simboli
Lo stemma e il gonfalone del comune di Nanno erano stati approvati con D.G.P. del 19 gennaio 1990 n. 148.
Stemma
Gonfalone
Il gonfalone, benché approvato, non è mai stato utilizzato.

## Monumenti e luoghi d'interesse
- Chiesa di San Biagio, ricostruita a metà del XX secolo in stile neoclassico. All'interno troviamo la Via crucis di C. Poli e gli affreschi di Carlo Bonacina. Conserva il campanile originale del XVI secolo.
- Chiesa dei Santi Fabiano e Sebastiano.
- Castel Nanno, menzionato la prima volta nel XII secolo. L'aspetto attuale risale al XVI secolo.

## Società

### Evoluzione demografica
Abitanti censiti

## Geografia fisica

### Territorio
Nanno è posizionato al centro della Val di Non, fra le forre dei torrenti Noce e Tresenga.

### Clima
Classificazione climatica: 	zona F, 3250 GG

## Galleria d'immagini

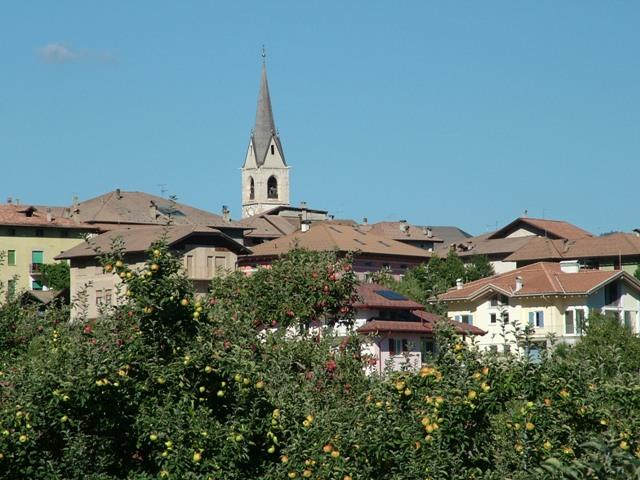
Nanno tra i meli, visto dalla località Plan
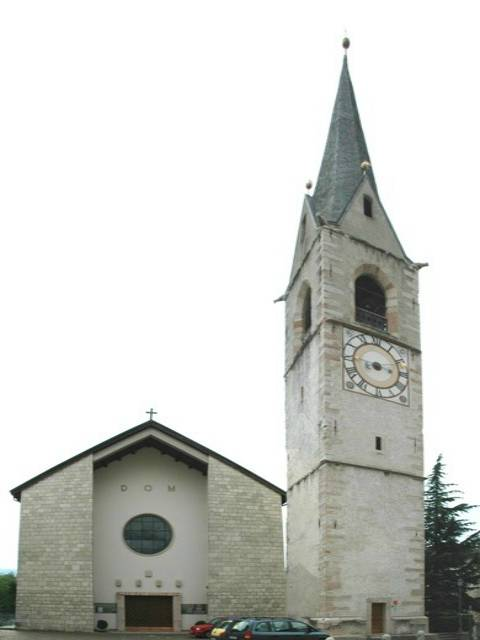
Chiesa di S. Biagio
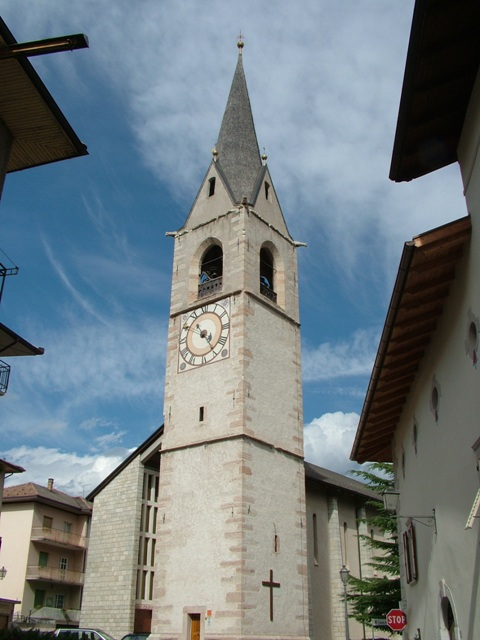
Campanile di Nanno
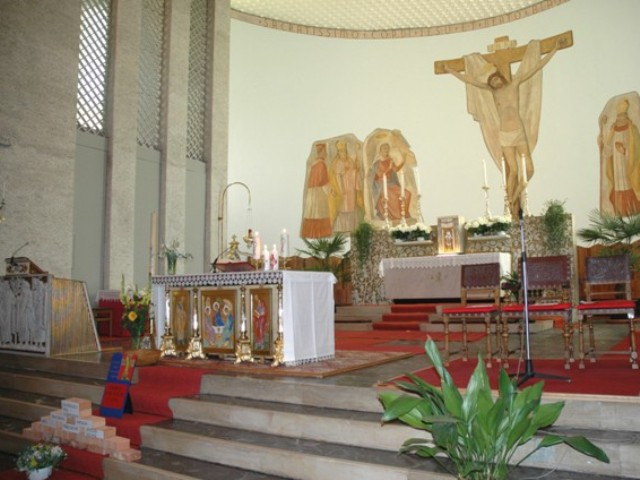
Altare della Chiesa di S. Biagio
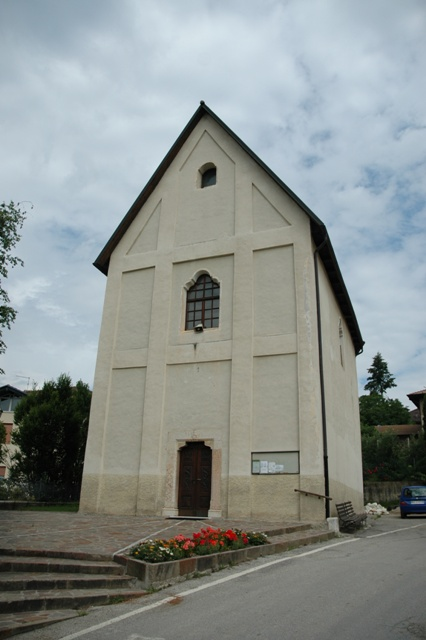
Chiesa di S. Tomaso a Portolo
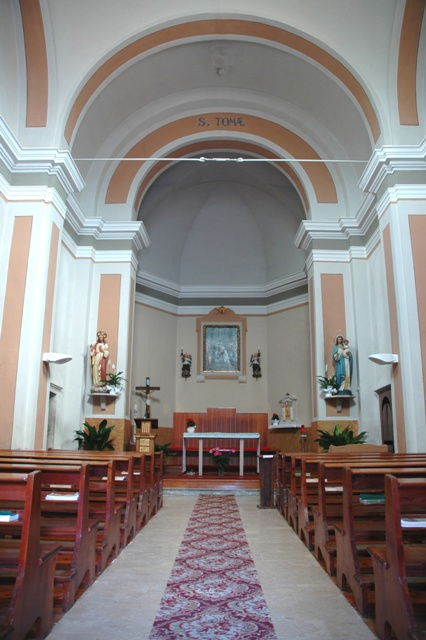
Interno della Chiesa di S. Tomaso a Portolo
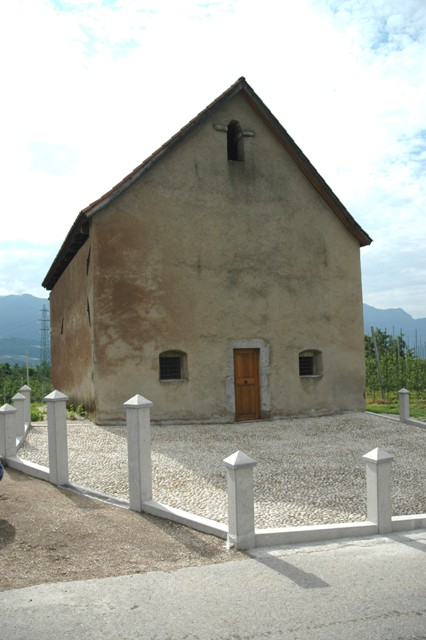
Chiesa di S. Fabiano, Nanno
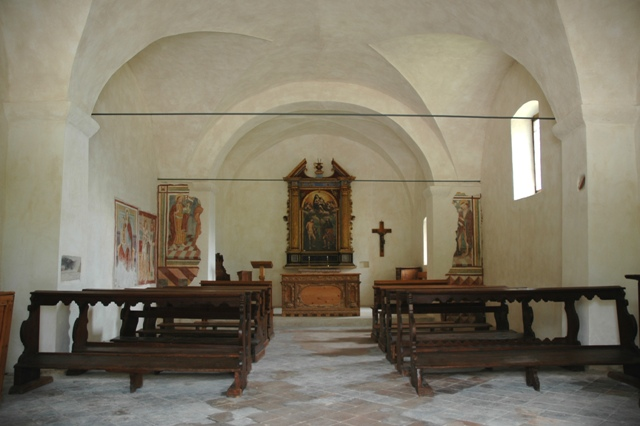
Interno della Chiesa di S. Fabiano, Nanno
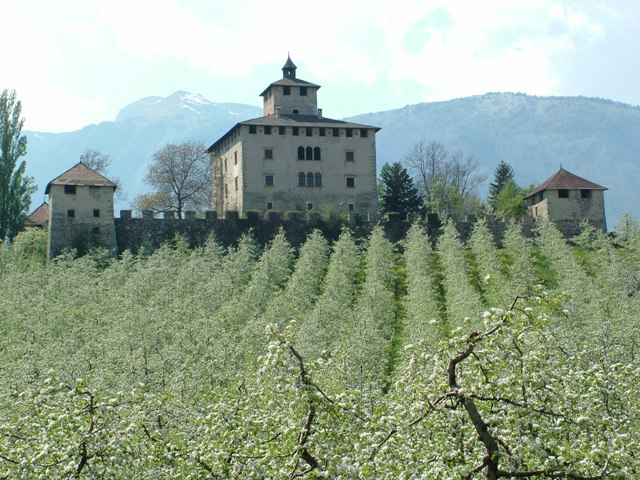
Castel Nanno